# Share-alike

Позначка Creative Commons для Share-alike, видозмінений символ копілефту

Share-alike — описовий термін, який використовується в проекті Creative Commons для копірайт-ліцензій, які включають певні копілефт-положення.

## Основні положення
Конкретне визначення Creative Commons: «Якщо ви змінюєте, перетворюєте або берете за основу цю роботу, ви можете поширювати отриманий твір тільки за такою ж, подібною або сумісною ліцензією.» Однак, загальні варіації ліцензій share-alike визначають ВПЗ та відкритий вміст. Спільнота вільного ПЗ використовує термін copyleft від 1980-х років для опису цих умов, але тільки коли йдеться про вільні ліцензії.

## Приклади ліцензій
- General Public License (GPL) та Free Documentation License (GFDL) проєкту GNU схожі на share-alike ліцензії.
- Набір ліцензій Creative Commons включає ширший спектр share-alike ліцензій, які зазвичай позначаються «-SA», наприклад^
  - CC-BY-SA, яка вимагає атрибуції і схожа на GFDL (але несумісна);
  - CC-BY-NC-SA, яка вимагає лише некомерційного використання — share-alike, але не free content-ліцензія і, отже, не може вважатися копілефт-ліцензією.

З іншого боку, є також багато дозвільних ліцензій на СПО, які не вимагають застосування умов share-alike, отже, дозволяють користувачам робити модифікації та покращення і застосовувати модифіковану та більш обмежувальну ліцензію.

## Версії ліцензій Creative Commons
Creative Commons видала 4 версії BY-SA та BY-NC-SA ліцензій (1.0, 2.0, 2.5 та 3.0):
- Attribution-ShareAlike Version 1.0 Generic і Attribution-NonCommerical-ShareAlike Version 1.0 Generic  — випущено в грудні 2002 року.

- Attribution-ShareAlike Version 2.0 Generic  і Attribution-NonCommerical-ShareAlike Version 2.0 Generic  — випущено в травні 2004 року.

- Attribution-ShareAlike Version 2.5 Generic  і Attribution-NonCommerical-ShareAlike Version 2.5 Generic  — випущено в червні 2005 року.

- Attribution-ShareAlike Version 3.0 Unported  і Attribution-NonCommerical-ShareAlike Version 3.0 Unported  — випущено в березні 2007 року.